# Ira La Rivers
Ira La Rivers (eigentlich Ira John La Rivers II., * 1. März 1915 in San Francisco, Kalifornien; † 11. Oktober 1977) war ein US-amerikanischer Entomologe und Biologe.

## Leben
Rivers war der Sohn von Ira John und Yvonne La Rivers, geborene Grouix. Er wurde in San Francisco geboren, aufgewachsen ist er jedoch in den Bergbaucamps und auf Farmen im Westen Nevadas. 1937 erlangte er den Bachelor of Science an der University of Nevada in Reno. 1936, 1937, 1939 und 1942 war er Feldforscher im Büro für Entomologie des Landwirtschaftsministeriums der Vereinigten Staaten. Von 1937 bis 1938 war er Lehrassistent am North Carolina State College in Raleigh und von 1947 bis 1948 an der University of California, Berkeley. Hier war insbesondere der Entomologe Robert L. Usinger (1912–1968) einer seiner Mentoren. Von 1939 bis 1942 und von 1948 bis 1954 arbeitete er als Entomologe an der University of Nevada. Von 1942 bis 1946 diente er als Ensign bei den Reservisten der United States Navy. 1948 wurde er zum Ph.D. an der University of California, Berkeley promoviert. Im Sommer 1950 besuchte La Rivers die Marshallinseln. Im Dezember 1951 heiratete er Marian Byrd Ballinger. Aus dieser Ehe ging ein Sohn hervor, Ira John La Rivers III. Von 1953 bis 1961 leitete er das Museum of Natural History der University of Nevada. 1960 war er Doktorand an der Zoologischen Akademie in Agra, Indien. Von 1961 bis 1977 war La Rivers Professor an der University of Nevada in Reno. Nach seinem Tod wurde seine Insektensammlung dem Naturkundemuseum der University of Nevada vermacht. 
Das Hauptinteresse von La Rivers galt den Insekten und Wasserinsekten sowie den Algen Nevadas. Insbesondere betrieb er Forschungen in der Amargosa Desert im Grenzgebiet von Nevada zu Kalifornien, im Death Valley, im Großen Becken und in Ash Meadows, Nevada. 1962 veröffentlichte er eine Monographie über die Süßwasserfische Nevadas.

## Dedikationsnamen
Nach Ira La Rivers sind einige Insektenarten benannt, darunter Ammobaenetes lariversi, Veromessor lariversi, Calosoma lariversi, Melanoxanthus lariversi und Stenelmis lariversi.

## Werke (Auswahl)
- A Revision of the Genus Ambrysus in the United States, 1951
- Fishes and fisheries of Nevada, 1962
- New Species of Limnocoris from Latin America (Hemiptera, Naucoridae), 1970
- Studies of Naucoridae (Hemiptera), 1971
- Catalogue of Taxa described in the Family Naucoridae (Hemiptera), 1974